# Alianza Civil
La Alianza Civil, también llamada Alianza Democrática Socialista fue una coalición política argentina creada en 1931 por el Partido Demócrata Progresista y el Partido Socialista para sostener la candidatura de Lisandro de la Torre en las elecciones presidenciales convocadas durante la dictadura militar de José Félix Uriburu, durante el régimen fraudulento de la Década Infame. Oficialmente, la fórmula De la Torre-Repetto obtuvo el 31 % de los votos y 122 electores. En las elecciones legislativas, la Alianza Civil obtuvo 57 diputados y 4 senadores.
La coalición participó de la elección especial de diputados en la provincia de Santa Fe de 1935.

Folleto de la Alianza Civil para la elección a intendente de Rosario de 1934.

## Partidos integrantes
La Alianza Democrática Socialista estaba integrado por los siguientes partidos políticos:
| Partido | Partido | Partido                       | Líder                | Ideología              | Posición                    |
| ------- | ------- | ----------------------------- | -------------------- | ---------------------- | --------------------------- |
|         |         | Partido Socialista            | Nicolás Repetto      | Socialismo democrático | Centroizquierda a Izquierda |
|         |         | Partido Demócrata Progresista | Lisandro de la Torre | Liberalismo            | Centro a Centroderecha      |

## Resultados electorales

### Presidenciales
| Año  | Candidato a presidente | Candidato a presidente | Candidato a presidente | Candidato a vicepresidente | Candidato a vicepresidente | Candidato a vicepresidente | Votos   | Porcentaje       | Colegio electoral |
| ---- | ---------------------- | ---------------------- | ---------------------- | -------------------------- | -------------------------- | -------------------------- | ------- | ---------------- | ----------------- |
| 1931 |                        | PDP                    | Lisandro de la Torre   |                            | PS                         | Nicolás Repetto            | 436.125 | \| \| 31.04 % \| | 122/376           |
|      | 31.04 %                |                        |                        |                            |                            |                            |         |                  |                   |

### Legislativas
| Año  | Porcentaje       | Partido | Partido | Diputados | Senadores | Total  | Total |
| ---- | ---------------- | ------- | ------- | --------- | --------- | ------ | ----- |
| 1931 | \| \| 31.05 % \| |         | PS      | 43/57     | 2/4       | 57/158 | 4/30  |
| 1931 | \| \| 31.05 % \| |         | PDP     | 14/57     | 2/4       | 57/158 | 4/30  |
|      | 31.05 %          |         |         |           |           |        |       |